# Astral Weeks
Astral Weeks  (с англ. — «Недели в астрале») — второй сольный альбом англо-ирландского певца Вана Моррисона, записанный им в 1968 году. Это цикл из восьми песен, в которых Моррисон в крайне индивидуальной манере заново переживает впечатления от своих юношеских лет в Белфасте.

## Об альбоме
Astral Weeks некоммерческий, предельно самоуглублённый альбом, в котором замысловато переплелись элементы блюза, джаза, рока и фолк-музыки. Для обозначения этого стиля иногда используется термин «кельтский соул». Песни плавно перетекают друг в друга, составляя не столько сборник, сколько единое цельное произведение.
Поскольку Моррисон не находил общего языка с сессионными музыкантами, его оставили одного в студии с акустической гитарой. Значительная часть песен была им сымпровизирована в студии в течение 3-часовой сессии. Впоследствии на вокал был наложен аккомпанемент перворазрядных джазовых музыкантов.
Несмотря на относительно незначительный коммерческий успех, Astral Weeks регулярно включается в списки величайших альбомов в истории популярной музыки. В ноябре 2008 года Моррисон исполнил песни с альбома на сцене Голливуд-боул в Лос-Анджелесе. В 2009 году эта запись поступила в продажу как концертный альбом.

## Список композиций
Все песни написаны Ваном Моррисоном
1. "Astral Weeks"  – 7:06
2. "Beside You"  – 5:16
3. "Sweet Thing"  – 4:25
4. "Cyprus Avenue"  – 7:00
5. "The Way Young Lovers Do"  – 3:18
6. "Madame George"  – 9:45
7. "Ballerina"  – 7:03
8. "Slim Slow Slider"  – 3:17

## Дополнительные факты
- Десятиминутное исполнение «The Way Young Lovers Do» американским музыкантом Джеффом Бакли вошло в его дебютный миньон Live at Sin-é в 1993 году.